# Glaciazione weichseliana

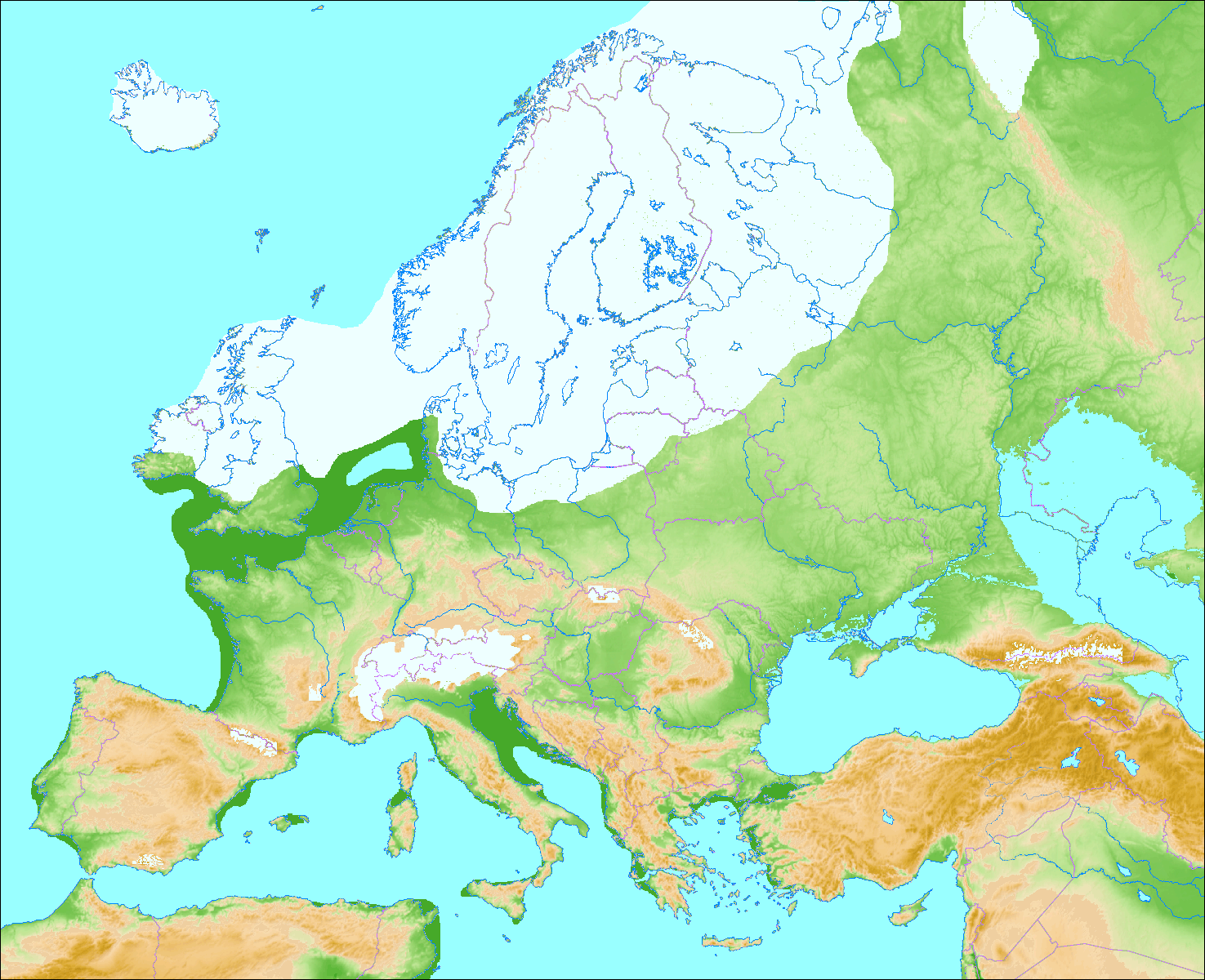
L'Europa durante le glaciazioni Weichsel e Würm.

Glaciazione weichseliana (anche conosciuta come Weichseliano, glaciazione Vistuliana o Weichsel) è il nome che si dà all'ultimo periodo glaciale e alla glaciazione associata in Europa settentrionale. Nell'area alpina, corrisponde alla glaciazione Würm. Era caratterizzata da una vasta calotta di ghiaccio che si estendeva dai Monti scandinavi alla costa est dello Schleswig-Holstein, alla Marca di Brandenburgo e alla Russia nord-occidentale.
Nell'Europa settentrionale si tratta del più recente dei periodi glaciali dell'era glaciale pleistocenica. Il precedente periodo caldo in questa regione fu l'interglaciazione Riss-Würm. L'ultimo periodo freddo è iniziato circa 115 000 anni fa e si è concluso 11 700 anni BP. La sua fine corrisponde alla fine dell'epoca pleistocenica e inizio dell'Olocene. Il nome di glaciazione weichseliana fu dato dal geologo tedesco Konrad Keilhack.
In altre regioni, le glaciazioni dell'ultimo periodo glaciale sono note con altri nomi: Würm nell'arco alpino, glaciazione Devensiana nelle Isole britanniche e glaciazione del Wisconsin in Nordamerica.

## Sviluppo della glaciazione

### Weichseliano antico e medio
La calotta glaciale fennoscandiana della glaciazione weichseliana crebbe su ghiacciai di montagna fatti da piccoli campi di ghiaccio e cappe di ghiaccio nei Monti scandinavi. La glaciazione iniziale venne iniziata da correnti umide provenienti dall'Oceano Atlantico che si scontrarono con alte montagne, in modo simile ai campi di ghiaccio della Patagonia Andina.
Alcuni autori sostengono che parte della costa norvegese fosse molto probabilmente libera da ghiaccio durante gran parte del periodo Weichseliano precedente l'ultimo massimo glaciale.
Fra 38 000 e 28 000 anni fa, vi fu un periodo relativamente temperato in Fennoscandia chiamato "interstadiale Ålesund", dal nome del comune di Ålesund in Norvegia dove l'esistenza del periodo venne stabilita per la prima volta grazie a fossili di conchiglie locali.

### Massima estensione glaciale

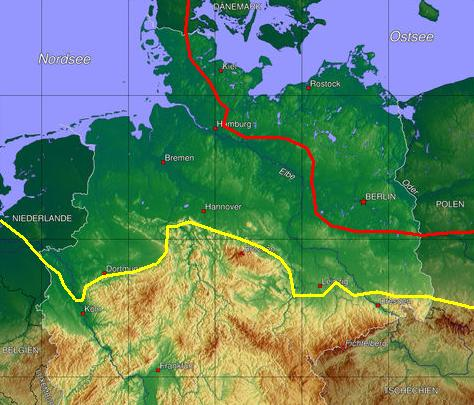
NB: Le linee di costa sono quelle moderne; durante il periodo Weichseliano esse erano diverse, in quanto il livello del mare era più basso.

La crescita della cappa di ghiaccio fino al suo ultimo massimo glaciale iniziò dopo periodo interstadiale Ålesund.
Questa venne accompagnata dalla migrazione dello spartighiaccio dai Monti scandinavi verso est, il mar Baltico e l'attuale Svezia. Con l'accrescimento delle calotte di ghiacci in Europa settentrionale prima dell'Ultimo massimo glaciale, le calotte fennoscandiane si fusero 24 000 anni BP con la calotta che stava screscendo su mare di Barents e, circa mille anni dopo, con la calotta delle Isole britanniche. A questo punto, la calotta fennoscandiana formava parte del più vasto complesso di calotte chiacciali dell'Eurasia: una massa di ghiacci contigui che si estendeva dall'Irlanda alla Novaja Zemlja.
Le parti centrali della calotta di ghiaccio di Weichsel erano sotto il punto di fusione, sia sulla superficie del ghiacciaio che sotto, durante i periodi di massima estensione. Ciò significa che in aree come la Svezia nordorientale e la Finlandia settentrionale, i depositi preesistenti sfuggirono all'erosione del ghiacciaio rimanendo ben conservati. Anche durante i periodi di massima estensione, la calotta di ghiaccio terminava a levante su un terreno in leggera salita, per cui i fiumi venivano drenati dal fronte del ghiacciaio, andando a formare grandi laghi proglaciali.
L'estensione glaciale massima è stata raggiunta per la prima volta 22 000 anni BP, col confine meridionale della calotta glaciale che arrivava in Danimarca, Germania e Polonia occidentale. In Polonia orientale, Lituania, Bielorussia e nell'Oblast di Pskov in Russia, la calotta glaciale raggiunse la sua massima estensione verso 19 000 anni BP. Nella Russia nordoccidentale, il maggiore avanzamento del ghiacciaio si è verificato 17 000 anni BP.

### Deglaciazione fino al Dryas recente
Il margine della calotta iniziò a retrocedere in Danimarca  (tranne a Bornholm) verso i 22 000-17 000 anni BP, la Germania, la Polonia e la Bielorussia erano libere dai ghiacci verso 16 000 anni BP. L'estensione dei ghiacciai si stabilizzò solo nel Dryas recente, quando la maggior parte di Götaland, Gotland, tutti i Paesi Baltici e la costa sud-est della Finlandia erano anche libere dai ghiacci così come, in Russia, il lago Ladoga, lago Onega, la penisola di penisola di Kola ed il mar Bianco.
Durante il periodo di deglaciazione, l'acqua del disgelo formò numerosi esker e sandur. Nel centro di Småland ed a sud di Östergötland, parte dell'acqua della deglaciazione venne diretta attraverso una serie di canyon.

### Deglaciazione finale
Quando il ritiro dei ghiacci riprese, la calotta di ghiaccio si concentrò sempre più sulle montagne scandinave (aveva lasciato la Russia 10 600 anni BP e la Finlandia 10 100 anni BP). Un ulteriore ritiro portò la calotta di ghiaccio a concentrarsi sue due aree delle montagne scandinave: una parte nella Norvegia meridionale e un'altra a cavallo fra la Svezia settentrionale e la Norvegia. Queste due calotte sono state collegate per un certo periodo. Il collegamento costituiva un'importante barriera di drenaggio che formava vari grandi ed effimeri laghi coperti di ghiaccio. Circa 10 100 anni BP il collegamento era scomparso e lo stesso avvenne anche la calotta nella Norvegia meridionale circa mille anni dopo. L'area ghiacciata settentrionale rimase qualche centinaio di anni in più, tanto quanto le montagne orientali del Sarek ospitarono l'ultimo residuo della calotta glaciale fennoscandiana verso 9 700 anni BP. Il ritiro della calotta di ghiaccio verso i Monti scandinavi fu dissimile al periodo in cui la calotta era limitata alle montagne in quanto lo spartighiaccio rimaneva più a valle, mentre la massa di ghiaccio si concentrava ad ovest.
Il Mar Baltico, con la sua acqua salmastra unica, è il risultato del disgelo della glaciazione Weichsel che venne a combinarsi con l'acqua salata del Mar del Nord, quando gli stretti tra Svezia e Danimarca si aprirono. Inizialmente, quando il ghiaccio riprese a fondersi circa 10 300 anni fa, l'acqua del mare riempì l'area depressa isostaticamente, una temporanea incursione marina che i geologi chiamano Mar Yoldia. Poi, quando la ripercussione isostatica post-glaciale sollevò la regione circa 9 500 anni fa, il bacino più profondo del Baltico divenne un lago d'acqua dolce che, nei contesti paleologici è chiamato Lago Ancylus, il quale è identificabile nella fauna d'acqua dolce trovata nelle carote di sedimenti. Il lago fu riempito dal deflusso glaciale, ma poiché il livello globale del mare continuava a salire, l'acqua salata di nuovo fece breccia circa 8 000 anni fa, formando il Mar Littorina, il quale fu seguito da un'altra fase di acqua dolce prima che si stabilisse l'attuale sistema marino-salmastro.

### Rimbalzo post-glaciale

Il Mar Littorina verso 7000 anni BP.

Il rimbalzo post glaciale dovuto al disgelo si rifletté sulle linee di costa nel mar Baltico e in altre masse d'acqua vicine.  L'innalzamento delle terre è stato maggiore nell'Höga kusten ed la linea di costa residua a 286m, a Skuleberget, è il punto più alto del pianeta ad essere stato innalzato da un rimbalzo post glaciale. A nord dell'Höga kusten, a Furuögrund, al largo di Skellefteå, vi è la zona che si innalza col ritmo più elevato, con un valore di circa 9 mm/anno. Si pensa che il rimbalzo post glaciale in corso sia dovuto alla separazione del Golfo di Botnia in un'ansa di mare a sud ed un lago a nord al Norra Kvarken circa 2 000 anni fa. Il rimbalzo post glaciale ha messo alla luce valli sottomarine, come per l'arcipelago di Stoccolma.
A causa della deglaciazione, il tasso di rimbalzo post-glaciale nel golfo di Kandalaksha è variato. Dal momento in cui il Mar Bianco è stato collegato agli oceani lungo la costa meridionale del golfo, ha totalizzato 90 m. Nell'intervallo tra 9 500 e 5 000 anni fa, il tasso di sollevamento era di 9–13 mm/anno. Prima del periodo di elevazione del periodo atlantico, il tasso di sollevamento era diminuito a 5-5,5 mm/anno, per poi salire brevemente prima di arrivare all'attuale tasso di 4 mm/anno.

## Suddivisioni del Weichseliano

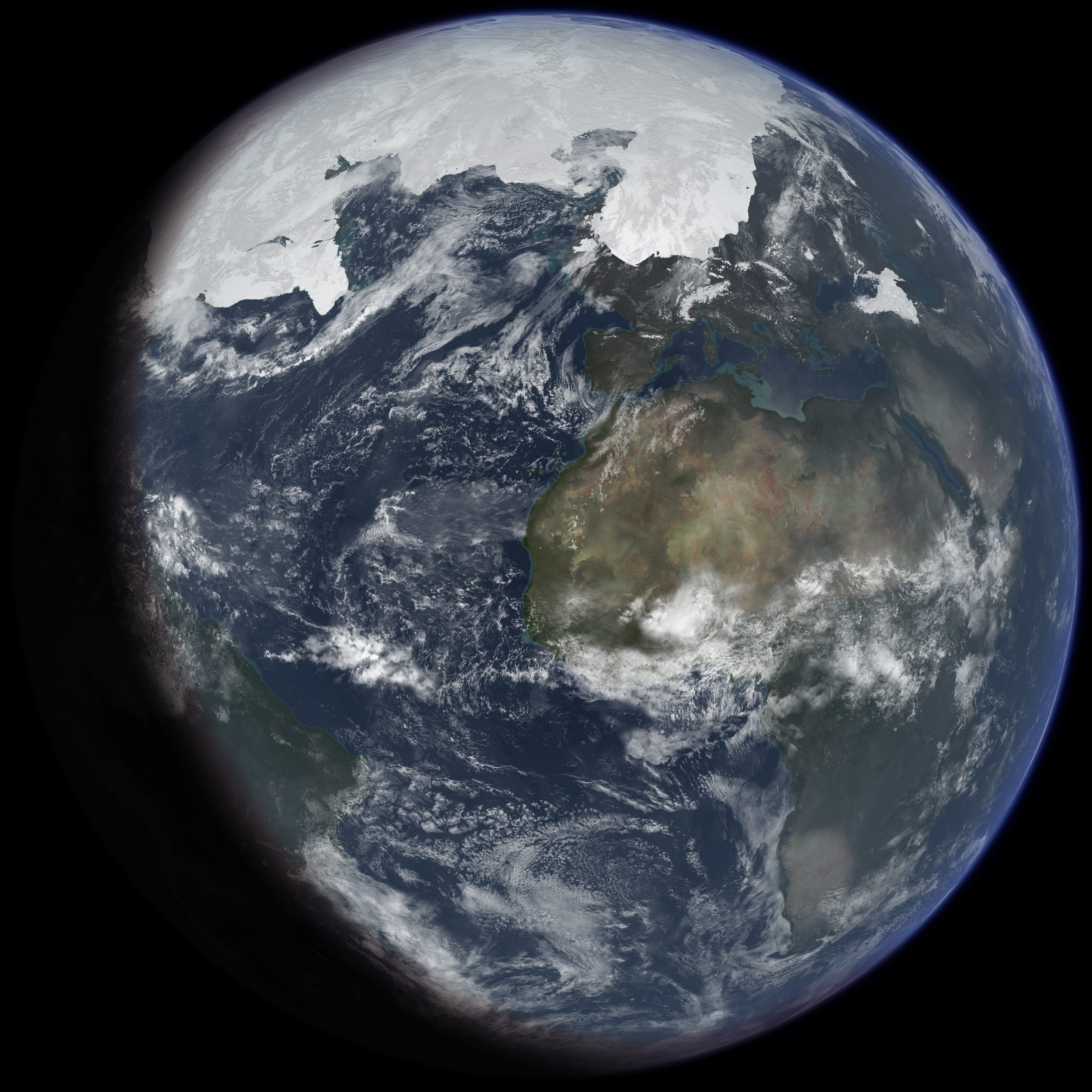
La Terra nel suo ultimo massimo glaciale.

Circa 115 000 anni fa le temperature medie calarono sensibilmente e le specie boschive che vivevano in un clima mite si spostarono. Questo significativo punto di svolta nelle temperature medie ha segnato la fine del periodo interglaciale Eemiano e l'inizio del Weichseliano. È diviso in tre sottoperiodi, basate sulle variazioni di temperatura: il Weichseliano antico, il Weichseliano pleniglaciale e il Weichseliano finale. Durante il periodo, vi erano frequenti variazioni importanti nel clima nell'emisfero settentrionale, il cosiddetto evento Dansgaard-Oeschger.
A seguito dell'ultimo periodo di clima freddo, il Dryas recente, la glaciazione weichseliana terminò con un brusco innalzamento della temperatura, verso 9660 ± 40 BC. Questo segnò l'inizio del periodo interglaciale attuale, l'Olocene.